# Tour Blanche (Séville)
Pour les articles homonymes, voir Tour Blanche (homonymie).
 (novembre 2018).
Si vous disposez d'ouvrages ou d'articles de référence ou si vous connaissez des sites web de qualité traitant du thème abordé ici, merci de compléter l'article en donnant les références utiles à sa vérifiabilité et en les liant à la section « Notes et références ».
La Tour Blanche (en espagnol : Torre Blanca) est une tour fortifiée almohade de plan octogonal irrégulier bâtie entre les XIIe siècle et XIIIe siècle, qui faisait partie des murailles de Séville unissant la porte de la Macarena avec la porte de Cordoue. Elle a été appelée ainsi pour avoir été peinte de blanc.

## Histoire
Elle faisait partie, conjointement avec la tour de l'Or, la tour de l'Argent et la tour d'Abd el Aziz, des tours défensives des murailles de la ville, et elle est la seule à avoir conservé son pan de mur; tout au long de celui-ci s'étendent huit tours, mais de moindres dimensions et de structure plus simple.
Elle appartient à la période almohade de la ville, menée à terme pendant la domination du sultán Ali ibn Yusuf, et renforcée au XIIIe siècle, avec d'autres éléments défensifs comme la barbacane, également conservée dans ce tronçon. Elle a été partiellement abattue pendant la Révolution de 1868.
Actuellement elle aussi est connue comme tour ou torreón de la tante Tomasa.